# Boucles de l'Aulne 2010
La Boucles de l'Aulne 2010, settantunesima edizione della corsa e valida come evento dell'UCI Europe Tour 2010 categoria 1.1, si svolse il 30 maggio 2010 su un percorso totale di 168 km. Fu vinta dal francese Jean-Luc Delpech che giunse al traguardo con il tempo di 4h11'49", alla media di 40,03 km/h.
Al traguardo 76 ciclisti portarono a termine il percorso.

## Ordine d'arrivo (Top 10)
| Pos. | Corridore           | Squadra        | Tempo    |
| ---- | ------------------- | -------------- | -------- |
| 1    | Jean-Luc Delpech    | Bretagne       | 4h11'49" |
| 2    | Laurent Pichon      | Bretagne       | s.t.     |
| 3    | Romain Hardy        | Bretagne       | s.t.     |
| 4    | Saïd Haddou         | Bouygues Tele. | s.t.     |
| 5    | Pierre Rolland      | Bouygues Tele. | s.t.     |
| 6    | Jérémie Galland     | Saur-Sojasun   | s.t.     |
| 7    | Jonas Van Genechten | Verandas Wil.  | s.t.     |
| 8    | Steven Tronet       | RLM            | s.t.     |
| 9    | Rémi Pauriol        | Cofidis        | s.t.     |
| 10   | Maxime Bouet        | AG2R La Mond.  | s.t.     |